# Dustin Nickerson
Dustin Nickerson (nacido en 1984) es un comediante estadounidense. Originario del área de Seattle, comenzó a actuar en micrófonos abiertos en San Diego a principios de la década de 2010. Casado relativamente joven y con tres hijos, Nickerson y su esposa, Melissa, criaron adolescentes cuando aún tenían treinta y tantos años, y gran parte de su comedia se centra en la vida familiar. Conocido por ser un comediante limpio, Nickerson lanzó su primer especial en 2020 y su segundo en 2023. Además de realizar giras regulares como cabeza de cartel, también ha sido telonero frecuente de comediantes como Taylor Tomlinson y Nate Bargatze.

## Primeros años, educación y carrera
Nickerson nació en el área de Seattle y fue criado en Federal Way por un padre soltero. Creció como fanático de los deportes de Seattle, primero de los Seattle Mariners y luego alentando a los Seattle SuperSonics durante su racha ganadora de los años 1990. Nickerson conoció a su futura esposa, Melissa Hoglund, en un grupo juvenil de la iglesia de la escuela secundaria, y se casaron en 2024 cuando Nickerson tenía 19 años y estudiaba en la Universidad de Washington.: 26  Su primer hijo nació dos años después.: 132 
Después de graduarse de la Universidad de Washington, Nickerson trabajó como pastor de jóvenes en la Iglesia Mars Hill en Seattle. Después de dos años, se desilusionó del estilo de liderazgo de Mark Driscoll.: 102–104  Le siguieron una serie de otros trabajos, uno de los cuales le llevó a mudarse a San Diego. Mientras trabajaba en la gerencia media de un centro recreativo, Nickerson comenzó a actuar en noches de micrófono abierto antes de finalmente decidir hacer de la comedia su carrera de tiempo completo.

## Comedia
Nickerson comenzó su carrera de gira en el género de la comedia cristiana. Fue telonero de la gira de John Crist en 2018. Nickerson apareció en Kevin Hart Presents: Hart of the City, un programa de Comedy Central para comediantes emergentes, en 2019.
El primer especial de Nickerson, Overwhelmed, se grabó durante la pandemia de COVID-19 y apareció en Prime Video en 2020. En 2022, publicó un libro de memorias y consejos matrimoniales irónicos titulado How to Be Married (to Melissa), y su segundo especial, It Runs in the Family, se lanzó en YouTube en 2023. Además de su propia gira como cabeza de cartel, Nickerson fue telonero habitual de las giras de Taylor Tomlinson (a quien conoce desde que comenzaron juntos en la comedia en el sur de California y quien escribió el prólogo de su libro) y Nate Bargatze. En 2024, actuó en el Netflix Is a Joke Festival y tuvo su primera actuación en The Tonight Show. También ha aparecido varias veces en The Late Late Show with James Corden y After Midnight de Tomlinson.
Además de las giras, Dustin y Melissa Nickerson presentan desde 2020 conjuntamente un pódcast de comedia sobre la vida familiar llamado Don't Make Me Come Back There que ha tenido más de tres millones de descargas hasta junio de 2025. El pódcast se unió a la red de pódcasts Nateland de Bargatze en 2024.
La comedia de Nickerson ha sido descrita como «limpia y mezquina». Los temas comunes incluyen la crianza de los hijos, el matrimonio y el envejecimiento.

## Vida personal
Nickerson vive en San Diego con Melissa y sus tres hijos. Ha dicho que los miembros de su familia tienen derecho a veto sobre los chistes que pueda contar sobre ellos. «Lo que hago no es más importante que las relaciones en tu vida. 'Si no quieres que lo diga, no lo haré'», le dijo a Deseret News . «Tenía familia antes de la comedia. Si Dios quiere, tendré familia después de la comedia».
Después de dejar el ministerio juvenil, Nickerson continúa identificándose como cristiano y asiste a la iglesia, aunque no es miembro de una iglesia en específico.: 105 
Nickerson, un fanático de los deportes de Seattle de toda la vida, ha hecho referencia con frecuencia al desempeño decepcionante de muchos equipos de Seattle en su trabajo.